# DOKP-Hochhaus
DOKP (Dyrekcja Okręgowej Kolei Państwowych; deutsch: Regionaldirektion der Staatsbahn) war ein Hochhaus in Katowice, Polen. Es wurde als Regionaldirektion der polnischen Staatsbahn (PKP) Anfang der 1970er Jahre in Katowice direkt neben dem Spodek an der al. Roździeńskiego 1 von Jerzy Gottfried errichtet. Zuletzt gehörte es der PKP und beherbergte die Baudirektion der Staatsbahnen. Zusammen mit dem Spodek, Rondo und dem gegenüber gelegenen Superjednostka und dem Denkmal für die schlesischen Aufstände bildete es das nördliche Ende der Kattowitzer Innenstadt. Im November 2013 wurde das Gebäude für 29 Mio. Złoty an die Firma TDJ Estate verkauft. 2015 wurde das Gebäude zurückgebaut.

## Nutzung des Gebäudes

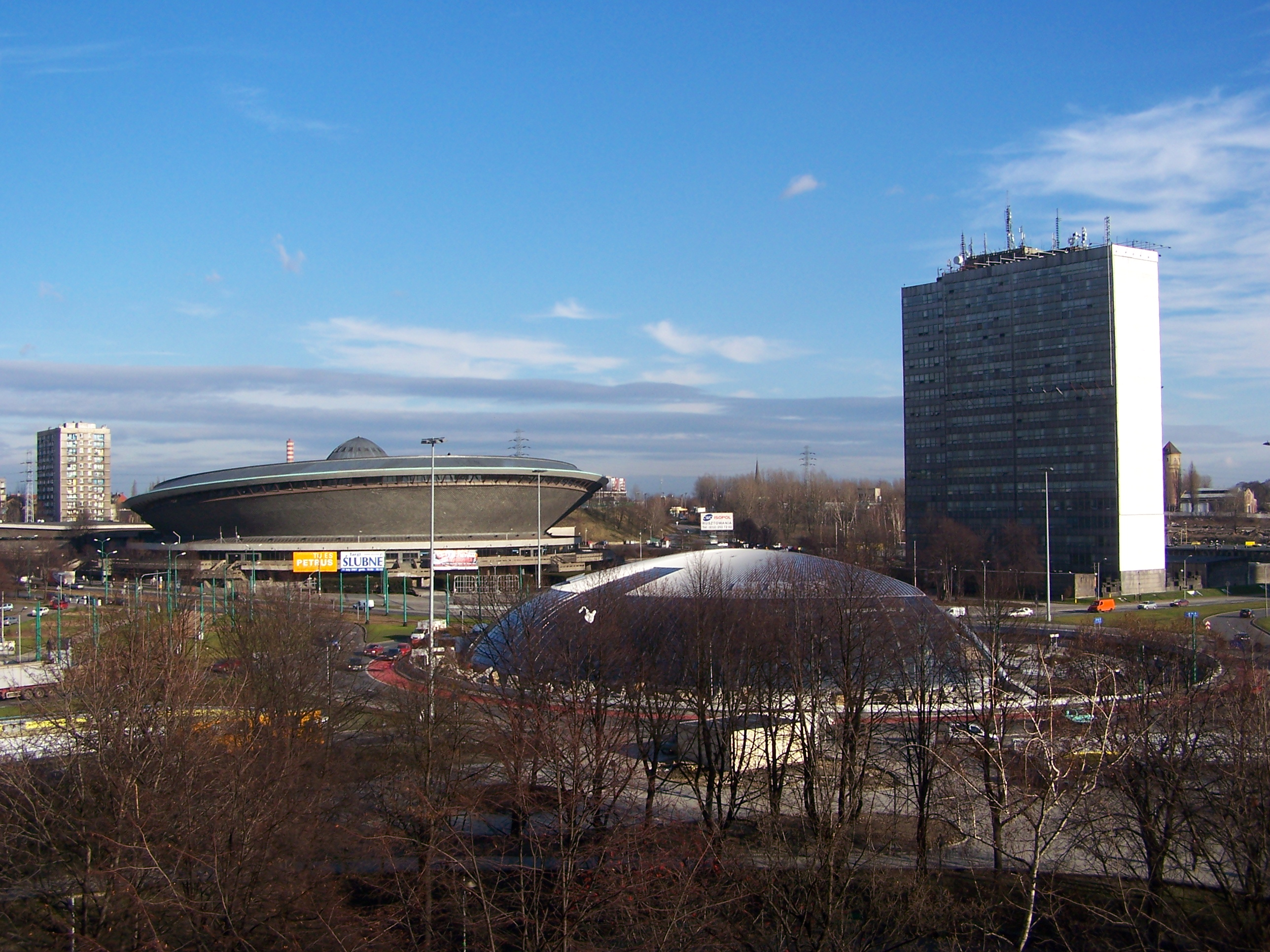
DOKP-Hochhaus, „Spodek“ und Rondo

Von 1974 bis 1975 wurde das Gebäude von der Dyrekcja Okręgowa Kolei Państwowych genutzt. Dann wurde es von der Śląska Dyrekcja Okręgowa Kolei Państwowych von 1975 bis 1998 genutzt. Von 1998 bis 2001 beherbergte das Gebäude die Dyrekcja Okręgu Infrastruktury Kolejowej und Sektor Przewozów Towarowych PKP. Seit 2001 wurde das Gebäude von verschiedenen Abteilungen der PKP genutzt.

## Ersatzbau

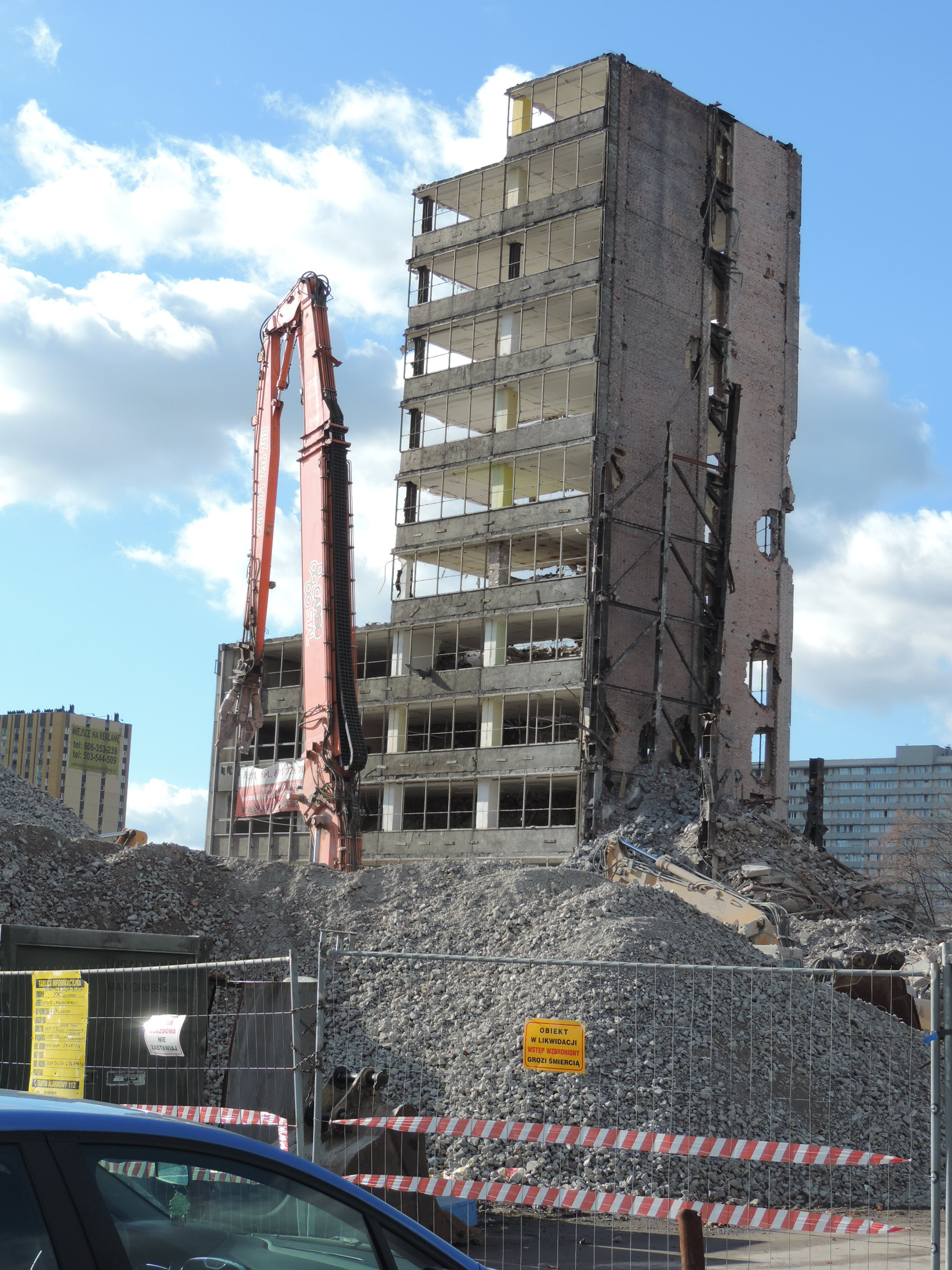
DOKP während des Abbruchs

Die PKP plante zusammen mit dem der Projektentwicklungsgesellschaft Hines Polska den Umbau und die Erweiterung des Gebäudes. Neben dem bestehenden Hochhaus sollte ein zweites Gebäude mit 125 Meter Höhe entstehen. Für die Neugestaltung war der Architekt Helmut Jahn verantwortlich. Das Projekt trug den Namen „Rondo Towers“.
Die Pläne von Helmut Jahn sollen jedoch nicht mehr umgesetzt werden. Stattdessen wurde das Gebäude wegen des schlechten Erhaltungszustandes abgerissen. Der Abriss begann im Januar 2015 und wurde in konventioneller Weise durchgeführt. 2022 war an dieser Stelle das 133 Meter hohe Hochhaus „KTW“, das vor allem Büros beherbergt, fertiggebaut.